# Chaditscha Sulaimanowna Sulaimanowa
Chaditscha Sulaimanowna Sulaimanowa (russisch Хадича Сулаймановна Сулайманова; * 21. Maijul. / 3. Juni 1913greg. in Andischan; † 26. November 1965 in Taschkent) war eine sowjetische Rechtswissenschaftlerin und Hochschullehrerin usbekischer Herkunft.

## Leben
Sulaimanowa studierte an dem später nach Dschachon Abidowa benannten Taschkenter Institut für Sowjetisches Bauwesen und Recht in der Rechtsfakultät mit Abschluss 1935. Darauf arbeitete sie als Volksrichterin und war Mitglied des Obersten Gerichts der Usbekischen Sozialistischen Sowjetrepublik (UsSSR).
Im September 1938 begann Sulaimanowa die Aspirantur im Moskauer Juristischen Institut am Lehrstuhl für Strafrecht. Als erste usbekische Frau verteidigte sie am 20. Juli 1945 ihre Dissertation über die Strafgesetzgebung der UdSSR in der Zeit der militärischen Intervention und des Bürgerkriegs mit Erfolg für die Promotion zur Kandidatin der Jurisprudenz.
Darauf war Sulaimanowa Dozentin und leitete den Lehrstuhl für Strafrecht des Taschkenter Juristischen Instituts. Von 1948 bis 1950 war sie Doktor-Aspirantin des Moskauer Instituts für Recht der Akademie der Wissenschaften der UdSSR (AN-SSSR). Im Dezember 1950 verteidigte sie ihre Doktor-Dissertation über die Entstehung und Entwicklung des sowjetischen Strafrechts in der UdSSR mit Erfolg für die Promotion zur Doktorin der Jurisprudenz. Die Ernennung zur Professorin folgte 1952. Im September 1954 wurde sie  Rektorin des Taschkenter Juristischen Instituts.
Als Ergebnis einer Reorganisation wurde 1955 das Taschkenter Juristische Institut die Juristische Fakultät der Taschkenter Zentralasiatischen Staatliche Universität (SAGU) mit Sulaimanowa als Dekanin. Sie wurde 1956 zum Vollmitglied der AN-UsSSR gewählt.
Mit Ibrahim Muminow wandelte Sulaimanowa 1958 die Abteilung für Philosophie und Recht beim Präsidium der Akademie der Wissenschaften der UsSSR (AN-UsSSR) in das Institut für Philosophie und Recht der AN-UsSSR um, in dem sie die Rechtsabteilung mit den Sektoren Strafrecht, Privatrecht und Prozessordnung leitete.
Als AN-UsSSR-Mitglied nahm Sulaimanowa am Kongress der International Sociological Association (Amsterdam 1956), am United Nations Congress on Crime Prevention and Criminal Justice (London 1960), am Kongress der International Association of Democratic Lawyers (Sofia 1960), an der ersten Konferenz der Frauen der Länder Asiens und Afrikas (Kairo 1961) und an der internationalen Konferenz der Juristen Asiens und Afrikas (Tokio 1961) teil. Unter ihrer Leitung besuchte das Sowjetische Frauenkomitee Sri Lanka auf Einladung der dortigen Frauenorganisation.
Suleimanowa war 1956–1958 Justizministerin der UdSSR, 1959–1964 Vorsitzende der Rechtskommission beim Ministerrat der UdSSR und Abgeordnete im Obersten Sowjet der UdSSR und ab 1964 Vorsitzende des Obersten Gerichts der UdSSR. Sie veranlasste 1958 die Gründung des später nach ihr benannten Forschungsinstituts für Gerichtsexpertise auf der Basis des Taschkenter Kriminalistik-Forschungslaboratoriums des Justizministeriums. Sie war 1961 an der Vorbereitung der neuen Rechtsanwaltsordnung der UdSSR beteiligt sowie an verschiedenen Justiz-Gesetzgebungsverfahren.

## Ehrungen, Preise
- Medaille „Für heldenmütige Arbeit im Großen Vaterländischen Krieg 1941–1945“[1]
- Verdiente Wissenschaftlerin der UsSSR (1954)[1]
- Ehrenzeichen der Sowjetunion  (zweimal)[1]